# Río Chanchamayo
Der Río Chanchamayo ist der rechte Quellfluss des Río Perené in Zentral-Peru, in der Verwaltungsregion Junín.

## Flusslauf
Der Río Chanchamayo entsteht bei San Ramón am Zusammenfluss von Río Tulumayo (rechts) und Río Tarma (links). Er fließt in überwiegend nordnordöstlicher Richtung durch die peruanische Zentralkordillere. Nach 10 Kilometern passiert er die am linken Flussufer gelegene Provinzhauptstadt La Merced. Nach insgesamt 24 Kilometern Fließstrecke trifft der Río Chanchamayo auf den von Norden kommenden Río Paucartambo, mit dem er sich zum Río Perené vereinigt.